# Tensleep Creek
Der Tensleep Creek ist ein rund 27 km langer, rechter Nebenfluss des Nowood River auf der Westseite der Bighorn Mountains im US-Bundesstaat Wyoming.

## Verlauf
Der Tensleep Creek entsteht durch den Zusammenfluss seiner beiden Quellflüsse West Tensleep Creek und East Tensleep Creek südlich von Meadow Lark Lake in den Bighorn Mountains auf einer Höhe von 2376 m, etwa 20 km nordöstlich von Ten Sleep im Washakie County. Von dort fließt er in südwestliche Richtung parallel zum U.S. Highway 16 durch den Ten Sleep Canyon im Bighorn National Forest und erhält mit Leigh Creek und Canyon Creek größere Zuflüsse. Am Ausgang des Ten Sleep Canyon erreicht der Fluss das Bighorn Basin, passiert die Gemeinde Ten Sleep und mündet westlich des Ortes in den hier nach Nordwesten fließenden Nowood River.

## Quellflüsse
Der West Tensleep Creek entspringt am Florence Pass in der Cloud Peak Wilderness am Hauptkamm der Bighorn Mountains auf einer Höhe von etwa 3360 m, nördlich der Mather Peaks und südlich des Bomber Mountain. Von dort fließt er in südwestliche durch das Big Horn County und den Bighorn National Forest und durchfließt die Seen Fortress Lakes, Mistymoon Lake, Lake Marion, Lake Helen und West Tensleep Lake. Der West Tensleep Creek wendet sich nach Süden und passiert das gemeindefreie Gebiet Meadow Lark Lake, bevor er nach rund 29 km im Washakie County auf einer Höhe von 2376 m mit dem East Tensleep Creek zum Tensleep Creek zusammenfließt. Der West Tensleep Creek entwässert ein Areal von 134 km².
Der East Tensleep Creek entspringt an der Nordwestflanke des Loaf Mountain in der Cloud Peak Wilderness am Hauptkamm der Bighorn Mountains auf einer Höhe von etwa 3390 m. Von dort fließt er in südwestliche Richtung durch Johnson County, Big Horn County und den Bighorn National Forest, unterquert den U.S. Highway 16 und durchfließt den Meadowlark Lake. Nach rund 20 km fließt der East Tensleep Creek auf einer Höhe von 2376 m mit dem West Tensleep Creek zum Tensleep Creek zusammen. Der East Tensleep Creek entwässert ein Areal von 95 km².

## Hydrologie
Der Tensleep Creek ist als Nebenfluss des Nowood River Teil des Einzugsgebietes des Bighorn River, der über Yellowstone, Missouri und Mississippi in den Golf von Mexiko entwässert. Das Einzugsgebiet des Tensleep Creek umfasst ein Areal von etwa 676 km² und grenzt an die Einzugsgebiete von Brokenback Creek und Paint Rock Creek im Nordwesten, Rock Creek und Clear Creek im Nordosten, Crazy Woman Creek im Osten, North Fork Powder River im Südosten sowie Spring Creek im Süden. Der mittlere Abfluss am Pegel bei Ten Sleep beträgt 4,13 m³/s, die größten Abflüsse finden sich in den Monaten Mai, Juni und Juli.

## Geschichte
Das Gebiet am Zusammenfluss des Ten Sleep Creeks und des Nowood River war zunächst ein Siedlungsplatz der indigenen Bevölkerung des Gebietes. Aufgrund seiner guten Bedingungen – es gab reichlich Futter und Wasser für Viehherden – wurde es einer der ersten Orte des Countys, der von Weißen Einwanderern besiedelt wurde. In den 1880er und 1890er Jahren nahm die Zahl der Neusiedler rasch zu, so dass 1906 zunächst die kleine Ortschaft Worland gegründet wurde. Die Eisenbahntrasse der Burlington Railroad führte an der Ostseite des Flusses entlang, während die Ortschaft am westlichen Ufer entstanden war. Die Einwohner entschieden sich daher die Siedlung zu verlegen und versuchten im Januar und Februar 1906 die Gebäude mit Kufen und Pferden über den gefrorenen Fluss zu ziehen. Die Eisenbahn brachte weitere Siedler nach Worland. Der Anstieg der Bevölkerung führte dazu, dass am 9. Februar 1911 die Regierung von Wyoming per Gesetz das eigenständige Washakie County gründete. Dieses County trägt als einziges in Wyoming den Namen eines Indianerhäuptlings. Washakie war ein Chief der Shoshonen. 1932 wurde die Ortschaft Ten Sleep gegründet.